# Thalia (Muse)

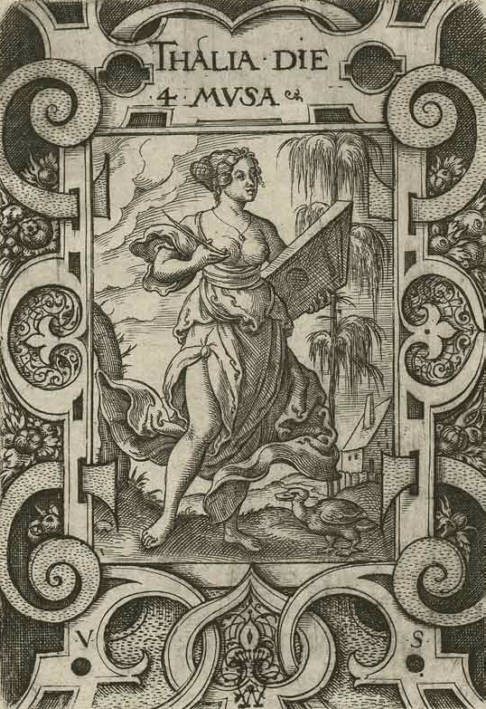
Thalia (Stich von Virgil Solis aus P. Ovidii Metamorphosis von 1562).

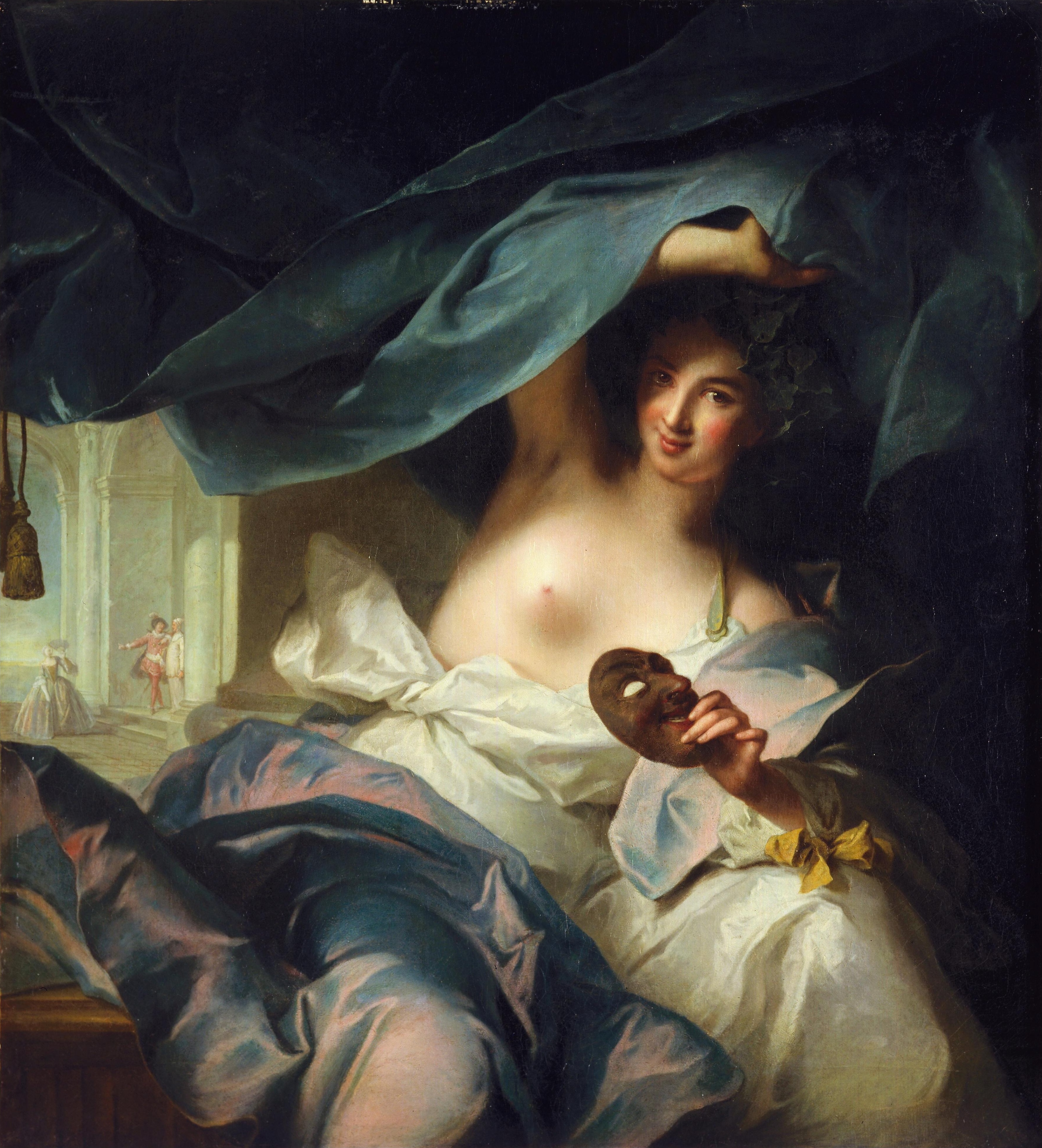
Thalia von Jean-Marc Nattier (1739)

Thalia (Aussprache 'θαlia, im Deutschen meist tʰα'lia; altgriechisch Θάλεια Tháleia, deutsch ‚blühendes Glück, fröhliches Gelage, Fest‘; von θάλλειν thállein, deutsch ‚blühen‘) ist in der griechischen Mythologie eine der neun Musen.

## Beschreibung
Sie ist die Muse der komischen Dichtung und der Unterhaltung. Später wurde Thalia allgemein als die Beschützerin aller Theaterspielstätten angesehen. Ihre Zeichen, mit denen sie dargestellt oder beschrieben wird, sind die komische Maske, der Efeukranz und der Krummstab des Schäfers.
Thalia gilt als ländliche Frau und ist wie alle Musen eine Tochter des Zeus und der Mnemosyne. Mit dem Gott Apollon hatte sie als gemeinsame Kinder die Korybanten – Priester, die sich selbst kastrierten, um ihrer Göttin Kybele näher zu sein.
In Vergils sechster Ekloge tritt Thalia als eine gelehrte und zarte Muse auf, die ländlichen Festen und der Muße nahesteht. Bei Horaz jedoch zeigt sie sich als eine der Grazien, die „den Festchören der Roma nobilis vorsteht“. Bei Ovid wird Thalia als ein Synonym für die von ihm verfassten Liebeselegien aufgeführt.

## Namenspatronin
Bereits Friedrich Schiller gab seiner von 1784 bis 1791 zu vor allem historischen, philosophischen, literarischen und theaterwissenschaftlichen Themen erschienenen Zeitschrift den Namen der griechischen Muse. Später fungierte sie bei Theatern in mehreren deutschen Städten, wie Bremen, Dresden, Halle, Hamburg, Hannover, Potsdam und Wuppertal, sowie in Wien als Namenspatronin.
1907 wurde das Kreuzfahrtschiff des Österreichischen Lloyd auf den Musennamen getauft, und noch heute verkehrt auf dem Wörthersee als eines der letzten dampfgetriebenen Ausflugsschiffe die 1909 in Dienst gestellte Thalia.
Der seit 1993 vom tschechischen Schauspieler-Verband verliehene Thalia-Preis (tschechisch Cena Thálie) ist nach der Muse benannt.